# Poisson-lune (film)
Pour les articles homonymes, voir Poisson-lune.
Pour plus de détails, voir Fiche technique et Distribution.
Poisson-lune est un film français réalisé par Bertrand Van Effenterre et sorti en 1993.
Ce film, qui met en scène l'affrontement de deux cultures à travers l'histoire de deux adolescentes, a été présenté au festival international du film de La Rochelle.

## Fiche technique
- Réalisation : Bertrand Van Effenterre
- Scénario : Anne Bragance, Bertrand Van Effenterre
- Production : Canal+, Centre Européen Cinématographique Rhône-Alpes, Cléa Productions
- Photographie : Yórgos Arvanítis
- Musique : Philippe Sarde
- Costumes : Pascaline Suty
- Montage : Joële van Effenterre
- Genre : comédie dramatique
- Durée : 97 minutes
- Dates de sortie: 
  - France : 22 septembre 1993

## Distribution
- Anémone : Anne
- Robin Renucci : Tom
- Aurélie Berrier : Fabienne
- Nozha Khouadra : Latifa
- Fatiha Cheriguene : Zohra Tahraoui
- Nathalie Dorval : Nadine
- Mahmoud Benyacoub : Le père de Latifa
- Alain Bert : Le jardinier
- Jean-Claude Bolle-Reddat
- Alain Chapuis